# Los Ronaldos
Los Ronaldos byla španělská rocková skupina, založená v roce 1986 v Madridu. Rok po svém vzniku vydala na značce EMI Records své debutové album nazvané Los Ronaldos. V následujícím roce vyšlo album Saca la lengua a o dva roky později pak Sabor salado, jehož producentem byl John Cale. Následovala ještě alba Cero (1992), Idiota (1994) a Quiero que estemos cerca (1996) a v roce 1996 se skupina rozpadla. Po rozpadu se zpěvák skupiny Coque Malla začal věnoval sólové kariéře a pokračoval v herectví, kterému se věnoval již během členství v kapele. V roce 2007 byla skupina obnovena, ale již v roce 2008 se znovu rozpadla.